# Виктория (озеро)
Викто́рия (Виктория-Ньянза, Укереве) — озеро в Восточной Африке, на территории Танзании, Кении и Уганды. Расположено на экваторе, в тектоническом прогибе Восточно-Африканской платформы на высоте 1134 м. Площадь — 68 тыс. км², объём — 2760 км³. Это второе по площади пресное озеро мира (после озера Верхнего) и крупнейшее озеро Африки. Наибольшая длина — 320 км, ширина — 274 км. Средняя глубина 40 м (наибольшая 80 м). После сооружения в Уганде на реке Белый Нил в 1954 году плотины Оуэн-Фолс озеро превращено в водохранилище «с самым большим в мире полезным объёмом» (204,8 км³)".
На озере множество островов, крупнейший — Укереве. Впадает многоводная река Кагера, вытекает река Виктория-Нил. На озере развиты рыболовство (более 100 видов рыб, много эндемиков), судоходство. Главные порты — Мванза, Букоба (Танзания), Энтеббе, Джинджа (Уганда), Кисуму (Кения). На острове Рубондо (Танзания) — национальный парк, на острове Мабоко в заливе Винам (Кения) в миоценовых отложениях обнаружены останки мартышковой обезьяны рода викториапитек. На полуострове Хома на местонахождения Ньяянга (Nyayanga) найдены два самых древних массивных коренных зуба парантропа и каменные орудия типа ранний олдувай возрастом 2,9 млн лет (от 3,032 до 2,581 млн л. н.). Кроме того там на фрагменте ребра одного бегемота был обнаружен глубокий порез, а на голени другого выявлена серия из четырёх коротких параллельных порезов.
Открыл озеро и назвал его в честь королевы Виктории британский путешественник Джон Хеннинг Спик в 1858 году.

## Этимология
Местное население называло озеро Ньянза (собственно озеро). Дж. Спик добавил к местному названию имя королевы Виктории, и озеро вплоть до 1920-х гг. называлось Виктория-Ньянза. В настоящее время Виктория принадлежит трём государствам, и в каждом из них имеется по нескольку названий, образованных от этнонимов народов, живущих на берегах этого озера. В 1960-х годах этими странами обсуждался вопрос о присвоении озеру нового, единого для всех, названия. Предлагались названия на языке суахили, используемом во всех трёх странах: Ухуру, — свобода, независимость; Ширикишо — союз, объединение; Умоджа — единство, но решение принято не было.

## Формирование
Озеро занимает пологий тектонический прогиб в северной части Восточно-Африканского плоскогорья, подпружено с севера лавовым потоком. Возникло в середине антропогенового периода при образовании озёрных впадин Альберт и Эдуард в центральной ветви Восточно-Африканской зоны разломов, нарушивших прежний сток во впадину Конго. Новая система стока была повёрнута на восток, к прогибу на плоскогорье, где образовался огромный водоём, площадь которого была особенно большой в плювиальные эпохи. Древнее озеро получило сток на запад, в озеро Альберт и далее в систему Нила через р. Виктория-Нил при образовании водопада Мёрчисон. Виктория и лежащее севернее озеро Кьога — реликты древнего водоёма.

## Открытие озера европейцами
30 июля 1858 года английский путешественник и исследователь Джон Хеннинг Спик открыл озеро Ньянза европейцам и назвал его в честь королевы Виктории. Остались записки от его путешествий, где он на основе информации, полученной от местного населения, выдвигает предположение, что озеро является истоком Нила. Вернувшись в Лондон, он провозгласил в Королевском географическом обществе открытие истока реки Нил. В 1860 году Спик возглавил ещё одну экспедицию на озеро Виктория, в ходе которой открыл реку Кагера, которая впадает в озеро, а также реку Виктория-Нил, вытекающую из него и образующую при слиянии с Голубым Нилом реку Нил. Спустившись по реке Виктория-Нил, а затем проделав тот же путь и по суше, он тем самым доказал, что обнаружил исток Нила. Тем не менее споры в Европе продолжались до возвращения экспедиции Генри Стэнли, корреспондента газеты «New York Herald Tribune» и известного путешественника. Он совершил три экспедиции в Африку, в одной из которых отправился на озеро Виктория и подтвердил утверждение Спика.

## География
Берега сильно изрезаны, низкие и плоские, часто заболоченные; на юго-западе высокие и обрывистые. Длина береговой линии более 7000 км. Крупные заливы — Винам (Кавирондо), Спик, Смит-Саунд. Много островов общей площадью около 6 тыс. км² (~10 % от площади озера, крупнейшие — Укереве и острова Сесе).
Озеро окружено саваннами, на северо-западе к берегам подступает влажный листопадно-вечнозелёный экваториальный лес (главным образом вторичный). Питается преимущественно за счёт атмосферных осадков и водами многочисленных рек, среди которых самой многоводной является р. Кагера — исток Нила. Среднегодовой приход составляет 114 км³ (16 км³ от рек, 98 км³ от атмосферных осадков); ежегодное испарение с поверхности 93 км³. Сток (21 км³) осуществляется по р. Виктория-Нил и регулируется плотиной ГЭС Оуэн-Фолс в 2,5 км ниже выхода реки из озера. Среднегодовая амплитуда колебаний уровня воды в озере 0,3 м (максимальная годовая за 45 лет наблюдений 1,74 м). Характерны сильные штормы, вызываемые ураганными ветрами во время тропических гроз.
Близ восточных берегов — добыча золота и алмазов. Озеро соединено с побережьем Индийского океана железной дорогой Кисуму — Момбаса и Мванза — Табора — Дар-эс-Салам.
Северное побережье озера пересекает экватор. Озеро при максимальной глубине 80 м относится к достаточно глубоким озёрам.
В отличие от глубоководных соседей, Танганьики и Ньясы, которые лежат в пределах системы рифтов Африки, озеро Виктория заполняет мелкую впадину между восточной и западной сторонами долины Большого ущелья. Озеро получает огромное количество воды от дождей — больше, чем от всех своих притоков.
В окрестностях озера проживают 30 миллионов человек. На южных и западных берегах озера живёт народ хайя, который умел выращивать кофе ещё задолго до прихода европейцев.

## Климат
Климат озера Виктория экваториально-тропический с двумя сезонами дождей в году. Средняя температура января 22 °C, а средняя температура июля +20 °C. Среднегодовое количество осадков составляет 1500—1600 мм. Первый сезон дождей длится с марта по май, а второй — с октября по декабрь. Измерения количества осадков на побережье и на островах показали, что примерно на 30 % больше осадков выпадает в середине озера, чем по его берегам. Характерной особенностью озера являются сильные штормы, связанные с ураганными ветрами во время тропических бурь. Из-за общих климатических изменений на планете, а также интенсивной вырубки лесов в Африке количество и частота осадков стали сокращаться. В последние годы в Кении, Эфиопии, Сомали, Эритрее и Джибути проливные дожди стали очень редким явлением вплоть до полного их отсутствия. Это снижает уровень рек и сокращает площади озёр, в том числе озера Виктория. По данным Организации Объединённых Наций, в связи с сильной засухой в этих странах остаётся очень ограниченное количество воды. Из-за отсутствия дождей пастбища тоже значительно сократились, что оказывает крайне негативное воздействие на домашний скот. Все это ставит под угрозу жизнь и здоровье почти 110 миллионов человек, живущих в этой части света.
Среднее количество осадков за период 1956—1978 г. в миллиметрах
| Город     | Январь | Февраль | Март | Апрель | Май | Июнь | Июль | Август | Сентябрь | Октябрь | Ноябрь | Декабрь | Всего за год |
| --------- | ------ | ------- | ---- | ------ | --- | ---- | ---- | ------ | -------- | ------- | ------ | ------- | ------------ |
| Джинджа   | 64     | 85      | 141  | 195    | 140 | 69   | 70   | 83     | 100      | 141     | 161    | 87      | 1336         |
| Энтеббе   | 88     | 101     | 179  | 260    | 235 | 121  | 69   | 79     | 72       | 126     | 179    | 111     | 1620         |
| Калангала | 135    | 137     | 239  | 340    | 322 | 162  | 96   | 94     | 114      | 159     | 210    | 208     | 2216         |
| Букоба    | 150    | 180     | 254  | 398    | 316 | 89   | 51   | 66     | 102      | 153     | 195    | 193     | 2147         |
| Кагондо   | 119    | 152     | 219  | 362    | 234 | 47   | 26   | 40     | 94       | 115     | 201    | 161     | 1770         |
| Мванза    | 102    | 114     | 156  | 177    | 71  | 16   | 15   | 21     | 25       | 99      | 158    | 146     | 1100         |
| Мусома    | 59     | 84      | 123  | 182    | 101 | 24   | 21   | 22     | 31       | 53      | 117    | 78      | 895          |
| Кисуму    | 71     | 98      | 155  | 234    | 175 | 79   | 63   | 90     | 84       | 87      | 139    | 102     | 1377         |

## Гидрология
Озеро питается главным образом от осадков, из которых получает почти 80 % всего притока. Кроме того, в него втекают многочисленные реки, притоки и ручьи. Средний приток воды составляет 114 км³ независимо от источников. От притоков поступает около 16 км³, а от осадков — 98 км³. Годовое испарение с поверхности достигает 93 км³. Считается, что за все годы наблюдений количество испаряющейся в год воды практически не изменяется. Средняя амплитуда колебания уровня озера составляет 0,3 м, а максимальная годовая амплитуда указанного 45-летнего наблюдения 1,74 м.
Исследования водного баланса озера Виктория были начаты в 1938 году Хёрстом и Филлипсом. Они основаны на изменении уровня воды и количества осадков с использованием данных, начиная с 1896 года. Среднегодовое количество осадков — до 1151 мм, расход воды — 276 мм, сток — 311 мм. Измерения и оценки не являются точными, так как роль осадков недооценивается, однако баланс воды был рассчитан довольно точно.
Более обширные исследования были проведены в 1970 году Боуи и Бейкером, которые тщательно проанализировали компоненты баланса в водах озера. Из записей 8 долгосрочных станций в озере следует, что среднее годовое количество осадков достигает 1650 мм. Данные были обновлены Институтом гидрологии в 1984 году. Сообщалось что среднегодовое количество осадков от 1949 до 1281 мм, а на 1961 год — 2201 мм.
В период с 1961 по 1964 год режим озера претерпел значительное изменение. Эти годы характеризуются непрерывными и проливными дождями, которые подняли уровень воды на 2,5 м. Кроме того, в 1954 году была построена плотина Nalubale («Водопад Оуэн»), которая регулирует сток в реку Виктория-Нил. Это событие привело к созданию в 1967 году Организации по гидрометеорологическим исследованиям озёр (ВМО) в качестве филиала ВМО (Всемирная метеорологическая организация) и Программы ПРООН (Программа развития ООН).
Уровень озера во многом зависит от количества дождей. В последние годы они снизились, что объясняется, в дополнение к общему потеплению климата Земли, также уничтожением лесов Африки, и областью вокруг озера. В 2010 году уровень озера достиг самой низкой отметки за 80 лет, почти на один метр ниже, по сравнению с 1990 г. Измерения уровня воды озера проводятся с 1896 г. Наивысший уровень отмечен в 1906 и 1917 году, но он оставался относительно стабильным до 1961 года.
| Год                 | Приток от осадков (мм) | Приток от р. Кагера (м³×106) | Приток от всех источников (м³×106) | Приток от всех источников (мм) | Отток (м³×106) | Отток (мм) | Разница между притоком и оттоком (м³×106) | Уровень озера недалеко от города Джинджа (м) |
| ------------------- | ---------------------- | ---------------------------- | ---------------------------------- | ------------------------------ | -------------- | ---------- | ----------------------------------------- | -------------------------------------------- |
| 1956                | 1787                   | 4918                         | 19 326                             | 288                            | 19 636         | 293        | −310                                      | 10,91                                        |
| 1957                | 1727                   | 6299                         | 18 121                             | 270                            | 20 112         | 300        | −1981                                     | 11,02                                        |
| 1958                | 1622                   | 5412                         | 14 629                             | 218                            | 19 671         | 294        | −5042                                     | 10,94                                        |
| 1959                | 1702                   | 4730                         | 13 310                             | 199                            | 18 434         | 275        | −5124                                     | 10,84                                        |
| 1960                | 1827                   | 6160                         | 17 526                             | 262                            | 20 348         | 304        | −2822                                     | 10,87                                        |
| 1961                | 2370                   | 4895                         | 21 856                             | 326                            | 20 577         | 307        | +1279                                     | 11,94                                        |
| 1962                | 1919                   | 9114                         | 36 136                             | 539                            | 38 716         | 578        | −2580                                     | 12,39                                        |
| 1963                | 2121                   | 10 941                       | 34 664                             | 517                            | 44 788         | 668        | −10 124                                   | 12,91                                        |
| 1964                | 2011                   | 11 045                       | 32 332                             | 483                            | 50 476         | 753        | −18 144                                   | 12,88                                        |
| 1965                | 1663                   | 7760                         | 17 428                             | 260                            | 46 878         | 700        | −29 450                                   | 12,48                                        |
| 1966                | 1889                   | 7951                         | 21435                              | 320                            | 42 950         | 641        | −21 515                                   | 12,32                                        |
| 1967                | 1752                   | 6421                         | 21 448                             | 320                            | 37 832         | 565        | −16 384                                   | 12,31                                        |
| 1968                | 2114                   | 10 375                       | 32 600                             | 487                            | 43 305         | 646        | −11 305                                   | 12,58                                        |
| 1969                | 1770                   | 8923                         | 21083                              | 315                            | 46 006         | 687        | −24 923                                   | 12,36                                        |
| 1970                | 1865                   | 8477                         | 27 572                             | 412                            | 44 282         | 661        | −16 710                                   | 12,45                                        |
| 1971                | 1639                   | 7030                         | 20 139                             | 301                            | 39 510         | 590        | −19 371                                   | 12,17                                        |
| 1972                | 1975                   | 7587                         | 19 950                             | 298                            | 37 540         | 560        | −17 590                                   | 12,35                                        |
| 1973                | 1749                   | 7717                         | 19 982                             | 298                            | 38 467         | 574        | −18 485                                   | 12,05                                        |
| 1974                | 1657                   | 7331                         | 20 946                             | 313                            | 35 046         | 523        | −14 100                                   | 11,97                                        |
| 1975                | 1826                   | 6082                         | 18 968                             | 283                            | 33 326         | 497        | −14 358                                   | 12,04                                        |
| 1976                | 1781                   | 5932                         | 14 409                             | 215                            | 34 835         | 520        | −20 426                                   | 11,82                                        |
| 1977                | 1938                   | 6980                         | 29 147                             | 435                            | 35 999         | 537        | −6852                                     | 12,13                                        |
| 1978                | 2041                   | 8525                         | 35 575                             | 531                            | 39 383         | 588        | −3808                                     | 12,56                                        |
| В среднем за период | 1858                   | 7418                         | 22 982                             | 343                            | 35 136         | 524        | −12 154                                   |                                              |

## Животный и растительный мир
Озеро Виктория насчитывает более 200 видов рыб, из которых основными промысловыми являются тиляпия и нильский окунь.
В его водах водится огромное количество крокодилов, а также здесь до сих пор живёт представитель древней группы пресноводных рыб — протоптер, который может дышать как жабрами, так и лёгкими. Эта уникальная рыба является связующим звеном между обычными рыбами и наземными животными.
На побережье и островах обитает муха цеце.

### Рубондо
На территории озера находятся заповедники и национальные парки. В Национальном парке острова Рубондо — Rubondo Island (450 км²) нельзя перемещаться на машине в целях сохранения окружающей среды, что позволяет во время пеших прогулок увидеть животных с более близкого расстояния.
На острове нет крупных хищных зверей, животный и растительный мир Рубондо чрезвычайно богат и многообразен. Сочетание густого леса, саванны, редколесья и болот создало располагающие условия для жизни самых разнообразных животных, некоторые из которых уникальны. К примеру, ситатунга (антилопа, живущая на болотах) встречается в Танзании практически только на острове Рубондо. Копыта ситатунги сильно удлинены (10 см) и широко расставлены. Кроме того, здесь обитают слоны, носороги, жирафы, саблерогие антилопы, бегемоты, крокодилы, толстотелы, шимпанзе, зелёные мартышки, дикобразы, мангусты, питоны, которые могут проглотить небольшую антилопу, мамбы, кобры, гадюки, бабочки и многочисленные птицы: скопы, орлы, цапли-голиафы, ибисы и королевские зимородки.

## Экологическая обстановка
Экологическое состояние озера находится в серьёзной опасности из-за интенсивного роста численности местного населения, сплошной вырубки лесов по всему побережью, сверхразвитой рыбноэкспортной индустрии, появления и приживления экзотических растений и животных и, как следствие, исчезновения более 50 % местной рыбы (ранее только видов окуня-пеструна насчитывалось около 400), гипертрофированного роста водорослей и слива неочищенных сточных вод предприятий и канализационных вод прибрежных поселений.
С целью увеличения поголовья рыб в воды озера был выпущен нильский окунь, что привело к исчезновению многих видов местных рыб. Причинённый ущерб огромен и в значительной части невосполним. Традиционный общинный образ жизни с его натуральным хозяйством на озере был разрушен и мало-помалу сходит на нет.
Помимо эвтрофикации и увеличивающегося слива сточных вод за интенсивное высыхание озера ответственны также водные лилии. Эти пресноводные растения, отличающиеся необычайной стойкостью и интенсивным размножением, были завезены в Африку в начале XX столетия в качестве украшений. С тех пор они интенсивно распространяются. В конце 1990-х водные лилии стали причиной резкого сокращения поголовья рыбы в озере Виктория, поскольку водные лилии поглощают из воды значительное количество кислорода. Кроме того, их усики и листья блокируют притоки и оттоки вод из озера, осложняют рыболовство и судоходство. OSIENALA следит за распространением водных лилий и принимает неотложные меры при увеличении их численности.
В связи с падением уровня воды в озере Виктория, в начале 2006 года представитель «Организации по уменьшению последствий стихийных бедствий при ООН» (англ. UN’s International Strategy for Disaster Reduction) сообщил, что угандийская гидроэлектростанция потребляет больше воды из озера, чем это предусмотрено соответствующим международным договором, подписанным 50 лет назад.

## Организации по защите озера
Партнёрской организацией Живых озёр на озере Виктория является OSIENALA (Общество друзей озера Виктория), некоммерческая общественная организация, которая зарегистрирована в Кении, однако активна также в Танзании и Уганде. 150 её членов составляют рыбаки, крестьяне, дружины, кружки натуралистов, общины, неправительственные организации и научные институты региона.
В настоящее время OSIENALA занимается борьбой с бедностью 4 миллионов аборигенов Кении и стремится укрепить потенциал соседских и родовых общин с тем, чтобы организовать их деятельность на самоконтроль и самозащиту окружающей среды в их регионе. В настоящее время основан «отпрыск» Общества друзей озера Виктория — международная организация ECOVIC — Организация восточноафриканских общин по менеджменту ресурсов озера Виктория.